# 长咽属
长咽属（学名：Longipharynx）为同盘科的一个属。

## 下属物种
本属包括以下物种：
- 陇川长咽吸虫 Longipharynx longchuansis Huang, Xie, Li, et al., 1988[2]